# شامبلان
شامبلان (به فرانسوی: Chamblanc) یک کمون در فرانسه با جمعیت ۵۰۵ نفر است که در Canton of Seurre واقع شده‌است.